# ولهلا (داکوتای شمالی)
ولهلا(به انگلیسی: Walhalla) شهری در ایالت داکوتای شمالی کشور ایالات متحده آمریکا است که جمعیت آن در سرشماری سال ۲۰۱۰ میلادی، ۹۹۶ نفر بوده‌است.